# NBTバンク・スタジアム
NBTバンク・スタジアム（NBT Bank Stadium）はアメリカのニューヨーク州シラキュースにある野球場。ワシントン・ナショナルズ傘下AAAシラキュース・チーフスの本拠地である。

## 歴史
1997年、P&Cフーズが命名権を買収しP&Cスタジアム（P & C Stadium）という名称でオープン。
2005年、アライアンス・バンクが命名権を買収し「アライアンス・バンク・スタジアム」に改名。
2013年、NBTバンクが命名権を買収し、現在の名前となる。